# Willem Momma
Willem (eller Welam) Momma, född omkring 1601, troligen i Aachen, död 1681 i Nyköping, var en svensk-tysk affärsman.
Willem Momma var son till kopparmästaren i Aachen Wilhelm Momma. Som ung flyttade han från Aachen till Amsterdam där han blev köpman. Momma blev aldrig nederländsk medborgare och skall redan 1621 då han besökte Sverige haft planer på att anlägga ett mässingsbruk vid Mölndalsån att slå sig ned där. 
Projektet blev dock aldrig av, och nästa gång Willem Momma har kontakt med Sverige var 1640, då han hade planer på att ta över Vällinge mässingsbruk av dåvarande ägaren Arent Toppengiesser. 
Inte heller detta kontrakt kom till stånd, men samma tecknade han avtal om att köpa upp hälften av allt knippjärn som tillverkades i Torshälla. 
Under året besökta han Nyköping, där han tecknade ett avtal med Niclas Notman genom vilken han blev delaktig i visten från järnbruket i Skeppsta. Han lånade även ut pengar till Niclas bror Johan Notman och lyckades därigenom bli delägare i bruken i Morpa, Råby-Rönö socken och Harg i Helgona socken. 
Momma verkar ha varit släkt med bröderna Notman, som kallade honom kusin, liksom med Nyköpings dåvarande borgmästare Paul Simons. 1644 sände han över sin yngre bror Abraham till Nyköping och 1645 flyttade han själv dit. Tillsammans med Matthias Römer anlade han 1646 ett mässingsbruk i Nyköping. Efter en tvist blev Momma snart ensam ägare till mässingsbruket.
Ganska snart kom Momma att helt överta Skeppsta från Niclas Notman, och 1647 blev han delägare i Färna bruk, där han 1650 överlät skötseln på sin bror Abraham.
Tillsammans med bröderna Abraham och Jacob fick Willem Momma 1654 privilegium på anläggande av styckgjuterier. Han lyckades bli ägare till både Morpa och Hargs bruk samt Hulta bruk i Gåsinge-Dillnäs socken. Sitt främsta intresse kom dock Momma att lägga på mässingsbruket, som kom att växa till ett av de främsta i landet. Vid stadsbranden i Nyköping 1665 förstördes dock hela bruket. Under åren efter branden försökte Momma flytta över delar av mässingstillverkningen till Hargs bruk.
Sveriges inträde i fransk-nederländska kriget ställde till problem för Momma då kriget mellan Nederländerna och Sverige försvårade kontakterna med hans affärsförbindelser i Nederländerna. Det ledde också till konflikter mellan bröderna om ägarskapet till godskomplexet, och Willem, som hade belånat deras gemensamma egendom tvingades nu ersätta bröderna, och tvingades till lån av sin svärson David Klöcker Ehrenstrahl och överlät 1677 mässingsbruket på honom. Tvisterna med bröderna pågick ännu då Willem Momma avled.